# 塔斯奎蒂 (北卡羅萊納州)
塔斯奎蒂（英語：Tusquittee）是位於美國北卡羅萊納州克萊縣的非建制地區。

## 歷史
塔斯奎蒂的郵局於1848年設立，其後於1907年停運。

## 地理
塔斯奎蒂所處的海拔為高於海平面619米（即2031英呎），而該地所採用的時區為UTC-5，即北美东部时区（EST）。同時該地設有夏令時間，為UTC-5調快一小時，即UTC-4（EDT）。